# Politian
Politian, en français Politien, est une pièce de théâtre inachevée du poète américain Edgar Allan Poe. Unique pièce de son œuvre, elle parait en 1835. 
La pièce est une adaptation romancée d'un fait divers qui eut lieu dans le Kentucky : la « Tragédie du Kentucky », à savoir l'assassinat en 1824 de l'homme politique Solomon P. Sharp par l'avocat Jereboam O. Beauchamp. Cette affaire criminelle eut un retentissement national et fit l'objet de plusieurs adaptations littéraires. Edgar Poe choisit, quant à lui, de transposer l'histoire au XVIe siècle à Rome.